# Kendrick Perry
Kendrick Perry (Ocoee, 23 december 1992) is een Amerikaans-Montenegrijns basketballer.

## Carrière
Perry speelde collegebasketbal voor de Youngstown State Penguins van 2010 tot 2014. In de NBA draft van 2014 werd hij niet gekozen maar hij speelde wel voor de Orlando Magic in de NBA Summer League. Hij tekende daarna voor het Australische Sydney Kings en ging in maart 2015 spelen voor de Iowa Energy. In de zomer van 2015 tekende hij bij het Hongaarse BC Körmend waar hij een seizoen speelde en de Hongaarse beker won. Hij tekende voor het seizoen 2016/17 bij het Noord-Macedonisch KK Karpoš Sokoli en won ook met hen de landsbeker.
In 2017 tekende hij bij de Hongaarse eersteklasser Szolnoki Olajbányász en wisselde de club na een seizoen in voor het Russische BK Nizjni Novgorod. Hij verliet Novgorod na een seizoen. In de zomer van 2019 tekende hij bij het Franse Metropolitans 92 maar maakte in december 2019 de overstap naar KK Mega Basket waar hij de rest van het seizoen speelde. In 2020 tekende hij voor het Sloveense KK Cedevita Olimpija waarmee hij zowel de supercup als de landstitel won, in de finale werd hij uitgeroepen tot MVP. In 2021 tekende hij bij de Griekse topclub Panathinaikos BC maar maakte in januari 2022 de overstap naar het Montenegrijnse KK Budućnost.
In de zomer van 2022 tekende hij bij het Spaanse Baloncesto Málaga waarmee hij de FIBA Champions League won in 2024. In de zomer van 2023 verlengde hij zijn contract net zoals Tyler Kalinoski.
Sinds 2022 komt Perry uit voor de Montenegrijnse nationale ploeg.

## Erelijst
- Hongaars bekerwinnaar: 2016
- Noord-Macedonisch bekerwinnaar: 2017
- Sloveense supercup: 2020
- Sloveens landskampioen: 2021
- Sloveens Finals MVP: 2021
- Griekse supercup: 2021
- Spaans bekerwinnaar: 2023
- FIBA Champions League: 2024
- All-FIBA Champions League Defensive Team: 2019
- All-FIBA Champions League First Team: 2024
- All-FIBA Champions League Second Team: 2023
- FIBA Champions League Final Four MVP: 2024